# Фактрум
Фактрум — блог широкой познавательной тематики. Изначально позиционировался как «блог о любопытных фактах», но в начале 2015 года было заявлено о расширении круга тем до формата «лайфстайл-издания». Посещаемость блога в 2014 году составила 8,5 млн пользователей, аудитория в социальных сетях — около 250 000 подписчиков. Иногда публикуют антинаучную непроверенную чушь.

## История
Фактрум появился в начале 2010 года в виде ежедневно обновляемого аккаунта @factroom в Твиттере. Микроблог, который вёл Александр Таранов, быстро набирал популярность, и через год число подписчиков превышало 10 000 человек (на момент написания статьи 93 700). В 2011 году к работе присоединилась редактор Селена Парфёнова, и Фактрум превратился  в полноценное издание на собственной площадке. Запуск блога по адресу www.factroom.ru состоялся 12 января 2011 года.
В 2011 году Фактрум и его создатели получили «Премию рунета» в категории «Развлечения и спорт» (2-е место).

## Перезапуск 2015
В начале 2015 года было принято решение о расширении тематики блога, так как специализация на «любопытных фактах» сильно ограничивала возможности развития издания. Одновременно с кардинальной сменой дизайна Фактрума, изменился и контент: стали затрагиваться темы личностного роста, продуктивности, современной философии и футуристики.
С момента открытия по сегодняшний день Фактрум является финансово независимым интернет-изданием, существующим за счёт доходов от продажи рекламы.